# Ranchitos Del Norte (Texas)
Ranchitos Del Norte es un lugar designado por el censo ubicado en el condado de Starr en el estado estadounidense de Texas. En el Censo de 2010 tenía una población de 112 habitantes y una densidad poblacional de 105,99 personas por km².

## Geografía
Ranchitos Del Norte se encuentra ubicado en las coordenadas 26°24′1″N 98°52′17″O / 26.40028, -98.87139. Según la Oficina del Censo de los Estados Unidos, Ranchitos Del Norte tiene una superficie total de 1.06 km², de la cual 1.06 km² corresponden a tierra firme y (0%) 0 km² es agua.

## Demografía
Según el censo de 2010, había 112 personas residiendo en Ranchitos Del Norte. La densidad de población era de 105,99 hab./km². De los 112 habitantes, Ranchitos Del Norte estaba compuesto por el 95.54% blancos, el 0% eran afroamericanos, el 0% eran amerindios, el 0% eran asiáticos, el 0% eran isleños del Pacífico, el 4.46% eran de otras razas y el 0% pertenecían a dos o más razas. Del total de la población el 100% eran hispanos o latinos de cualquier raza.